# Christer Björkvall
Christer Björkvall, född 9 oktober 1939 i Stockholm, är fil. lic. i psykologi och TV-producent.
Björkvall studerade teaterhistoria 1958 och började 1959 vid Studentteatern i Stockholm som regissör. Han har varit anställd vid Psykologiska institutionen vid Stockholms universitet som lärare och var en tid ordförande i Psykologiska föreningen vid universitetet. Han anställdes 1969 vid TRU (television och radio i utbildningen) som manusförfattare och programledare till serien Psykologi. Han blev senare TV-producent vid samma bolag. Han anställdes som TV-producent vid Utbildningsradion 1978, gjorde ett flertal samhällsprogram och var också verksam där som TV-regissör. Under 1980-talet arbetade han även på SVT som producent och TV-regissör och gjorde dessutom produktioner för TV3 och Kanal 5. Under 1990-talet och därefter var han projektledare och producent för UR-Akademin.
Christer Björkvall är brorson till flygpionjären Kurt Björkvall.

## TV-serier och program i urval
- 1969-1970 - Psykologi
- 1970 - Vet du vad
- 1971 - Små människor
- 1973 - Ut med språket!
- 1974 - Vardagslagen
- 1975 - Hamlet, En teaterföreställning växer fram
- 1975 - Familjelagen
- 1976 - Finsk i Sverige
- 1977 - Fia i folkhemmet[4]
- 1978 - Utflykt till verkligheten
- 1978 - Danmarksresan[5]
- 1979 – Barbies värld
- 1980 - Jul igen hos Julofsson 1
- 1981 - Take it easy Eva!
- 1982-1984 - Grodperspektiv
- 1982 - Till Povel
- 1982 - Människor i rörelse
- 1982 - Jul igen hos Julofsson 2
- 1983 - Gammalt och nytt
- 1985 - Morgonstjärnan
- 1986 - Toffelhjältarna går igen
- 1987 - Globetrotters (gameshow, TV3)
- 1987 - Kompa på gitarr
- 1988 - Färdiga gå – idrotten lär[6]
- 1989 - DI-vision 13:15
- 1990 - Ecclesia Endre (medeltidsmässa)
- 1991 - Kronor av kristall
- 1992 - Musikoteket[7]
- 1992-2004 - UR-Akademin
- 2004 - Television